# Dyspessa aphrodite
Dyspessa aphrodite is een vlinder uit de familie houtboorders (Cossidae). De wetenschappelijke naam is voor het eerst geldig gepubliceerd in 2007 door Yakovlev & Witt.
De soort komt voor in Europa.